# Deutsche Akademie für Kulinaristik
Der Deutsche Akademie für Kulinaristik e. V. wurde im Jahr 2000 in Bad Mergentheim gegründet. Vereinssitz ist Münster in Westfalen.

## Geschichte und Aufgaben
Die Initiatoren waren Alois Wierlacher, der Hotelier Andreas Pflaum, der Bankier Karl Gerhard Schmidt, der Kulmbacher Gewürzhändler Heinz Kühne sowie die Köche Eckart Witzigmann und Vincent Klink. Die Akademie hat nach eigenen Angaben 50 Mitglieder (Stand: 2022). Ihr Präsident war bis 2007 Alois Wierlacher. Ihm folgten Wolfgang Bornheim aus Köln, ab 2010 Thomas A. Vilgis und im November 2013 Martin Wurzer-Berger nach. Seit Dezember 2022 ist Michael Maaser Präsident der Akademie. 
Zu den Dozenten der Akademie gehören Otto Geisel, Hans-Ulrich Grimm, Gunther Hirschfelder, Ines Heindl, Michael Maaser, Cornelia Ptach und Thomas A. Vilgis.
„Kulinaristik“ ist eine Wortschöpfung von Alois Wierlacher und bezeichnet ein fachübergreifendes Spezialgebiet im Schnittfeld von verschiedenen wissenschaftlichen Disziplinen und der ernährungswissenschaftlich fundierten beruflichen Praxis. Der auf das lateinische Wort culina ‚Küche‘ zurückgehende Begriff wurde von der Akademie geprägt, die sich den Begriff namensrechtlich hat schützen lassen.
Neben naturwissenschaftlich-technischen Grundlagen der menschlichen Ernährung, die auch Inhalt der Ökotrophologie sind, befasst sich die Akademie mit historischen, soziologischen, kulturellen und philosophischen Aspekten der Ernährung in der menschlichen Zivilisation. Nach Alois Wierlacher, einem der Initiatoren der Akademie, wird Kulinaristik als Teil der Kulturwissenschaften verstanden.

„Ziel der Akademie ist die wechselseitige Aufklärung von Wissenschaft, Gastronomie, Hotellerie und Tourismus über die Rolle und Funktion des Kulturphänomen und Kulturthema Essen und Trinken im Aufbau der Kultur(en) in Gegenwart und Zukunft. Als Bezeichnung dieser komplexen Lehr- und Forschungsaufgabe hat die Akademie das Wort ‚Kulinaristik‘ in Anlehnung an Begriffe wie Logistik oder Germanistik geprägt. Es galt, einen Ausdruck zu schaffen, der die enorme Komplexität des Gegenstandes nicht unnötig verringert und doch in der Öffentlichkeit verstanden wird.“

Die Akademie vergab von 2004 bis 2010 jährlich den Eckart-Witzigmann-Preis. Seit 2010 wird der Preis durch das Land Baden-Württemberg getragen.

## Publikationen
Anlässlich der Verleihung des Preises an Günter Grass veröffentlichte Eckart Witzigmann das Kochbuch Butt. Persönliche Lieblingsrezepte von Spitzenköchen. Die Beiträge des Bremer Kongresses Essen und Trinken im Werk von Günter Grass wurden von Volker Neuhaus und Anselm Weyer im Tagungsband Küchenzettel herausgegeben.